# Zoraida Burgos i Matheu
Zoraida Burgos i Matheu (Tortosa, 10 de març de 1933) és una escriptora i bibliotecària catalana. És també grafòloga, pintora i restauradora d'objectes d'art.

## Biografia
Diplomada en biblioteconomia per la Universitat de Barcelona, ha exercit principalment de bibliotecària. Ha estat, durant molts anys, l'única veu femenina de la literatura de les Terres de l'Ebre i forma part —juntament amb Jesús Massip, Manuel Pérez Bonfill i Gerard Vergés, entre altres— de la generació de la postguerra catalana a Tortosa. La seva trajectòria literària s'inicia l'any 1970 amb l'obtenció del premi Màrius Torres pel poemari D'amors, d'enyors i d'altres coses i amb la inclusió de part de la seva obra poètica en nombroses antologies. A partir de Vespres (1978) la seva producció es pot entendre de forma unitària, juntament amb Cicle de la nit (1982), Reflexos i Blaus (1993), pel qual obté el premi Guerau de Liost de poesia, l'any 1992.
La seva obra en prosa s'inicia l'any 1971 amb la publicació d'una sèrie de llibres de narrativa infantil a l'editorial Joventut —Les perdiuetes de les potes vermelles, Les culleretes de lluna, El mussol que va obrir els ulls de dia i La negreta Safu i el Narcís— i l'any 1993 obté el guardó Josep Pin i Soler de narrativa per L'obsessió de les dunes.
En els darrers anys participa en els volums col·lectius Verdaguer i Manyà, vides creuades (2002) i El brogit de l'Ebre. 15 narradors donen veu al riu (2003).
L'any 2012 guanya el premi de poesia Vila de Lloseta amb Absolc el temps. El 2018, la seva obra Convivència d'aigües (LaBreu Edicions) és guardonada amb el Premi de la Crítica de poesia catalana. En paraules del Jurat del premi, "Convivència d'aigües és una obra d'art commovedora perquè reuneix en un sol volum l'esforç de tota una vida. Els seus poemes donen fe de l'evolució d'una veu insòlita però ben reconeixible des de l'ímpetu dels primers versos fins a l'equilibri de la maduresa, que li permet navegar entre les grans contradiccions de la vida, la recerca de la identitat i els seus miratges".
El seu poema Només la veu és escollit per la Institució de les Lletres Catalanes per ser traduït a 20 llengües del món amb motiu del Dia Mundial de la Poesia 2013.
El 2023 li fou atorgada la Creu de Sant Jordi.

## Obra

### Poesia
- D'amors, d'enyors i d'altres coses. Lleida: Sicoris, 1971.
- Vespres. Tortosa: l'autora, 1978.
- Cicle de la nit [amb pintures de Manolo Ripollés]. Tortosa: Ebre Informes, 1982.
- Reflexos. Tarragona: Institut d'Estudis Tarraconenses Ramon Berenguer IV, 1989.
- Blaus. Barcelona: Columna, 1993.
- Absolc el temps. Palma: Moll, 2013.
- Convivència d'aigües: obra poètica. Barcelona: LaBreu, 2017.

### Narrativa
- L'obsessió de les dunes. Tarragona: El Mèdol, 1994.

### Narrativa infantil i juvenil
- Les perdiuetes de les potes vermelles. Barcelona: Joventut, 1971.
- Les culleretes de lluna. Barcelona: Joventut, 1971.
- El mussol que va obrir els ulls de dia. Barcelona: Joventut, 1971.
- La negreta Safu i el Narcís. Barcelona: Joventut, 1971.
- Una llarga aventura. Tarragona: Cinctorres club, 2008.
- La Rosita Fulio 182. Amposta: Assoc. Castellania, 2008. (Il. Núria Arias)
- La gavina i els quatre gats de pèl roig. Amposta: Assoc. Castellania, 2008. (Il. Albert Aragonés)
- La Rosa i el llaüt. Amposta: Assoc. Castellania, 2008. (Il. Pepa Reverter)
- Les 26 lletres de la Júlia. Amposta: Assoc. Castellania, 2008. (Il. Manolo Ripollés)
- Els somnis d'en Daniel. Amposta: Assoc. Castellania, 2008. (Il. Manel Margalef)
- El trenet del Delta. Amposta: Assoc. Castellania, 2008. (Il. Joan Ripollés)
- Viatje (sic) al país d'en Yusuf. Amposta: Assoc. Castellania, 2008. (Il. Albert Aragonés)
- Raig de lluna a les golfes; Un tresor esgarrifós; Les fantasies de l'Anna; Els ous de l'arenya. Amposta: Assoc. Castellania, 2008. (Il. Antonia P. Ripoll)

## Altres obres

### Obra en antologies i obres col·lectives
- Antologia de la poesia social catalana [a cura d'Àngel Carmona]. Barcelona: Alfaguara, 1970.
- Antologia da novissima poeia catalana [a cura de M. de Seabra]. Lisboa: Futura, 1974.
- Les cinc branques: poesia femenina catalana [a cura de Roser Matheu et al.] Engordany: Esteve Albert i Corp, 1975.
- Terres d'aigua. Poemari de les Terres de l'Ebre [a cura de Núria Grau i estudi introductori a cura de Pere Poy]. Valls: Cossetània Edicions, 2004.
- Verdaguer i Manyà, vides creuades ["La meua memòria del Dr. Manyà]. Tortosa: Fundació Joan B. Manyà, 2002 [Joaquim Blanch, Joan Martínez i Pere Poy, ed.].
- El brogit de l'Ebre. 15 narradors donen veu al riu ["La meva soledat i jo"]. Valls: Cossetània, 2003.
- L'Ebre, un riu literari [a cura de J. S. Cid Català]. Tortosa: Publicacions URV, 2017.

## Premis
- Màrius Torres (1970): D'amors, d'enyors i d'altres coses.
- Ciutat d'Olot-Guerau de Liost de poesia i prosa poètica (1992):[5] Blaus.
- Premi Ciutat de Tarragona - Josep Pin i Soler de narrativa (1993): L'obsessió de les dunes.
- Premi de poesia Vila de Lloseta (2012): Absolc el temps.
- Premi de la Crítica de poesia catalana (2018): Convivència d'aigues.

El 2023, va ser commemorada pel Govern de Catalunya amb la Creu de Sant Jordi.